# 董越 (漢朝)
董越（？—192年），東漢末年軍事人物，董卓之部將，官至中郎將，因被牛輔懷疑欲忌害他而被殺。

## 生平
董卓親自率兵與孫堅在先帝陵墓間發生戰鬥，董卓敗走，移屯澠池，另在陝集兵。孫堅軍便進入洛陽宣陽城門，擊退呂布。孫堅掃除宗廟，祭祀天地，分兵出函谷關，到新安、澠池防禦董卓軍。董卓對長史劉艾說關東諸侯軍就只有孫堅才是值得注意，要各路人馬留意。便留董越屯兵澠池，段煨屯兵華陰，牛輔屯兵安邑，其他將領留守各縣，對制衡山東，自己則出發向長安。而孫堅修塞各陵後，便率軍還魯陽。洛陽因破壞嚴重，只成為董卓與關東諸侯軍對抗的屯兵地而已。
由於牛輔的膽小迷信，牛輔會客前時常請占卦師來為那些訪客看相算卦才決定見客。董卓死後，董越曾經被牛輔請占卦師算命，結果算出睽卦，由於董越時常鞭笞該占卦師，占卦師藉此對牛輔說：「火克金，是外人干預內部的卦象。」作為報復，董越立即被牛輔殺死。

## 漫畫
- 《火鳳燎原》（陳某）:設定於董卓死後登場，為西涼太守，在呂布、牛輔交戰時曾派使者遊說出兵協助並指摘對方意圖不軌，但仍穩守中立要雙方交出最好證據證明對方意圖不軌方能出兵，後被李儒生前的刺客所殺(實為張遼偽裝，以移禍李傕一方)，實際上董越已收到賈詡在王允府上搜到由董卓所寫呂布造反要送往西涼的手諭，其後董越手下邀請呂布去西涼主持大局之名以殺害呂布，其後呂布以偽呂布僥倖脱險并離開西涼，不久馬超副將龐德率兵攻陷西涼！